# Адні Бедварссон
Адні Бедварссон (ісл. Árni Böðvarsson; 15 вересня 1888, Вогатунга — 30 квітня 1977, Акранес) — ісландський фотограф і керівник ощадного фонду в Акранесі. Здобув популярність своїми пейзажними фотографіями.

## Біографія
Адні Бедварссон народився у селі Вогатунга громади Хвалфіордарсвейт 15 вересня 1888 у сім'ї Бедвара Сігюрдссона (ісл. Böðvar Sigurðsson) та Гадли Амадоттір (ісл. Halla Amadóttir). У 1907 році він почав працювати у новозбудованому басейні Ламбгусасюнд (один з перших басейнів в Ісландії) в Акранесі, у 1912 році став учителем плавання в юнацькому спортивному товаристві Гейкюр (ісл. Ungmennafélagið Haukur). У 1913 році, після спілкування з британським туристом-фотографом, який знімав ісландських юнаків у басейні, в Адні прокинувся інтерес до фотографії. Він поїхав з Акранеса до Рейк'явіка та вступив до учнів до Оулавюра Маґнуссона (ісл. Ólafur Magnússon), одного з піонерів ісландської фотографії. Після закінчення навчання майстра й отримання ліцензії фотографа, Адні повернувся у 1914 році в Акранес, де він заснував першу фотостудію у місті у Георгсгусі. У 1944 році він разом із сином Олавюром збудував нову будівлю фотостудії на Вестюргаті. На жаль, 4 грудня 1950 року розташована в дерев'яному будинку фотостудія згоріла вщент, у пожежі зникла більша частина робіт Адні — тисячі ранніх фотографій, майже всі його фільми та записи, на яких зображувались люди, історія та події Акранеса. Після пожежі Адні не став відновлювати студію та перестав надавати послуги професійного фотографа, але продовжував знімати пейзажні фото, які він збільшував, розфарбовував та робив фотокартини. Вважається, що він досяг високої майстерності у пейзажній фотографії, а його картини мали успіх у всій західній Ісландії. Серед його найвідоміших фотокартин — «Акранес» та «Акраф'ядль із затокою Крокалон на передньому плані», «Брім у Крокалон», «Гусафедль» та «Габнарф'ядль із вершиною Скессюгідн».
Відомо, що протягом п'яти років, з 1923 до 1928 рік, Адні володів магазином в Акранесі, де пропонувалися різні товари в колоніальному стилі, а також начиння, інструменти, пиво та тютюн. Магазин виступав посередником при скуповуванні та продажу вовни, продавав у Рейк'явіку знамениту картоплю з Акранеса, а також виступав посередником у продажу земельних ділянок, нерухомості та рибальських човнів.
8 червня 1918 року, коли в Акранесі створили ощадну касу «Sparisjóur Borgarfjarar», і багато жителів Боргарф'ярдарсіли взяли участь у цьому проєкті. Першими керівниками каси стали П'єтюр Оттесен, Олавюр Беднссон й Адні Бедварссон. У перший день відкриття каси до неї надійшло близько 25 тисяч ісландських крон, які на той час в Ісландії були величезною сумою. У 1942 році, коли Акранес став окремою громадою Акранескейпстадюр, жителі Боргар-фіорда не захотіли, щоб каса позичала гроші на будівництво порту в Акранесі. Тому громада Акранескейпстадюр заплатила Боргарф'ярдарсі 25 тисяч крон й отримала ощадну касу у своє володіння. Після цього каса отримала назву «Sparisjóur Akraness», а Адні став її керівником. Під керівництвом Адні каса виступала кредитором будівництва майже всіх важливих об'єктів інфраструктури в Акранесі — порту, лікарні, середньої школи, рибопереробного заводу, резервної електростанції, парку тощо. Sparisjóur Akraness також надавала гранти на соціальні потреби міста. Попри те, що подібні кредитні організації в Ісландії постійно зазнавали серйозних збитків, а їхні клієнти — банкрутства, Адні вдалося вберегти ощадкасу від збитків, а клієнтів — від банкрутства. Під тиском Landsbankinn, 24 квітня 1964 року міська рада Акранеса погодилася продати банку Sparisjóur Akraness. Рішення викликало невдоволення безлічі жителів громади. Після закриття ощадної каси Адні продовжував займатися фотографією до своєї смерті у квітні 1977 року.
Адні був одружений з Ранвейг Магнусдоттір (ісл. Rannveig Magnúsdóttir) з Ідуннарстадіра. Пара мала двох дітей — сина Олавюра Аднасона (нар. 1919) та дочку Гадлу Аднадоттір (нар. 1920).
Велика частина фотографій, що збереглися, і фотокартин (2657 роботи) Адні зберігається у Музеї фотографії Акранеса, складаючи значну частину колекції цього музею. Періодично влаштовуються виставки його робіт, у 2004 році видали книгу «Ljósmyndir Árna Böðvarssonar» з його найкращими роботами, які збереглися.